# Mocsár Zsófia
Mocsár Zsófia Alexandra (Debrecen, 1991. február 10. – Budapest, 2016. június 23.) magyar díszlet-, jelmez- és fénytervező, képzőművész.

## Élete
Mocsár Gábor József Attila-díjas író, újságíró unokája, M. Fehérvári Judit író, újságíró, költő és Mocsár Gábor mélyépítési tervező- és agrármérnök (1953–1992) lánya. Peer Krisztián író, dramaturg hitvese.
A debreceni Ady Endre Gimnázium dráma tagozatán érettségizett. Majd a Magyar Képzőművészeti Egyetem díszlet- és jelmeztervező, valamint intermédia szakán folytatta tanulmányait, amelyet egy kanadai ösztöndíj miatt megszakított. Az edmontoni Albertai Egyetemen díszlet- és jelmeztervezést tanult. Visszatérve Magyarországra színházi előadások és performanszok látványvilágának a tervezésével foglalkozott, de emellett illusztrált könyveket, fotózott, forgatókönyveket írt és több saját kiállítása is volt. Modem különdíjas, a Tehetséges Hajdú-Bihar - megyei Tehetséges Fiatalok Kuratóriumának és a Debreceni Tehetséges Fiatalok Kuratóriumának díjainak tulajdonosa. Utolsó sikere a 2016-os Pécsi Országos Színházi Találkozón volt, ahol A te országod című előadás nyerte a legjobb rendezés díját, amelynek látványtervezője ő volt.
2016. június 23-án hajnalban, C típusú, bakteriális agyhártyagyulladásban elhunyt.

## Tanulmányok
- 2015-2016: Magyar Képzőművészeti Egyetem, intérmédiaművész szak
- 2014-2015: University of Alberta, Theatre Design, MFA
- (Ugyanitt tanítási gyakorlat installáció művészet tantárgyból)
- 2011-2013: Magyar Képzőművészeti Egyetem, intermédiaművész szak
- 2009-2011: Magyar Képzőművészeti Egyetem, alkalmazott látványtervezés, BA
- 2005-2009: Ady Endre Gimnázium, dráma tagozat

## Nyelvismeret
- Angol - Középfok + szakmai nyelvi ismeretek
- Német - Alapfok
- Francia – Alapfok
- Orosz – Megértési szint

## Kiállítások
- 2013: Labor Galéria (csoportos)
- 2012: Eötvös Pincegaléria (egyéni)
- 2011: Prágai Quadriennálé (csoportos)
- 2010: Pécsi Országos Színházi találkozó (egyéni)
- 2009: Debrecen, Benedek Elek Könyvtár (egyéni)
- 2009: „18 év, pázsitkék” - Debrecen, Kálmáncsehi Galéria (egyéni)
- 2008: Debrecen, Benedek Elek Könyvtár - Tavaszi zsongás-lelki kitárulkozás (egyéni)

## Díjak (válogatott)
- 2013: MOL - Új Európa Alapítvány - Tehetségtámogató Program (ösztöndíj)
- 2012: Várkonyi100 – esszéíró pályázat: 3. helyezés
- 2012: MOL - Új Európa Alapítvány - Tehetségtámogató Program (ösztöndíj)
- 2010: MOL - Új Európa Alapítvány - Tehetségtámogató Program (ösztöndíj)
- 2009: OKTV – Művészettörténet döntő – 7. helyezés
- 2009: MOL - Új Európa Alapítvány - Tehetségtámogató Program (ösztöndíj)
- 2008: MOL - Új Európa Alapítvány - Tehetségtámogató Program (ösztöndíj)
- 2008: a Tehetséges Debreceni Fiatalokért Közalapítvány Kuratóriumának egyéni ösztöndíja
- 2008: MODEM különdíj (meseillusztráló pályázat – egyéni)
- 2007: MOL - Új Európa Alapítvány - Tehetségtámogató Program (ösztöndíj)
- 2007: New Brunswick – A Sister Cities International Drawing Competition – különdíj
- 2007: A Hadtörténeti Múzeum első helyezése rajz kategóriában
- 2007: II. Országos Középiskolai Diáktárlat – első díj
- 2006: I. Országos Középiskolai Diáktárlat – első díj
- 2005: A Debreceni Nemzetközi Repülőtér rajzversenye – első díj
- 2005: Görögország: Xanti – aranydiploma (egyéni – rajz kategória)
- 2004: A Hajdú-Bihar Megyei Közoktatási Közalapítvány egyéni ösztöndíja

## Fontosabb munkák
- Bozóky Balázs: Pingponglabdás tüntetés a Trafóban, 2016. (látványtervező)
- Bartók Béla: Concerto, (díszlettervező, 2016, Ördögkatlan Fesztivál)
- Friedrich Schiller: Rablók és gyilkosok (Haramiák) (díszlet-és fénytervező, 2016, Szabadkai Népszínház)
- Thomas Mann: Mario és a varázsló (alkotó, Békés-csabai Jókai Színház, 2016.)
- Tar Sándor– Keresztury Tibor: A te országod (díszlet-tervező, 2015/2016, Forte Társulat)
- Darvasi László: Adieu Paure Carneval (látványtervező, 2015, Színház- és Filmművészeti Egyetem, Ódry Színpad)
- Milena Markovic: Babahajó (fénytervező, 2015, TÁP Színház)
- Eke Angéla – Márkus Sándor: Halotti Thor (látvány- és fénytervező, 2014/2015, Nylon Group)
- William Shakespeare: Hamlet (jelmeztervező, 2016, Kecskeméti Katona József Színház)
- We hear you – Hallgatlak! (látványtervező, 2015, STEREO Akt)
- Halmozottan hátrányos helyzetű angyalok kara (fénytervező, 2016, Eötvös 10 Közösségi és Kulturális Színtér)
- Eke Angéla – Márkus Sándor: Burok (látvány- és fénytervező, 2014.)
- UNIVERSITY OF ALBERTA, TIMMS CENTRE for the ARTS (tervező, 2013 – 2015.)
- Pilinszky János: Apokrif (alkotó, 2012, Még Színház)
- Horváth Csaba: Koto És Kaori (illusztráció, 2011/2012, Forte Társulat, Trafó)
- Elégséges (rendező, MÉM Csoport, 2012, Bánki-tó Fesztivál)
- Csokonai Nemzeti Színház, Debrecen Deszka Fesztivál - diákzsűri
- Móricz Zsigmond – Háy János – Árkosi Árpád: Légy jó mindhalálig (színész, Doroghy Ilike, Csokonai Nemzeti Színház, Debrecen, 2006-2009.)
- Keresztury Tibor: A te országod (díszlet-, jelmez-, báb-, és fény tervező)

## Animációs filmek
- Ének az esőben (2009)
- Luca és Léna filmje (2010)

## Egyéb filmek
- Mi és a Nyugati – 2009
- Hortobágyi bűbájok – Kiút (2010)

## Kötete
- Posztumusz én; szerk. Mocsár Gáborné Fehérvári Judit, Németh Jenőné; Mocsár Gáborné, Debrecen, 2016

## Ars poétika
Mocsár Zsófia nyilatkozata  Archiválva 2017. október 30-i dátummal a Wayback Machine-ben